# Фагатого
Фагатого (самоански: Fagatogo "залив мангрова") је уставно седиште владе острвске територије Америчка Самоа у Тихом океану у оквиру Полинезије. Саставни је део Сједињених Америчких Држава. Укључује село Малалоа. Данас је Фагатого владин, комерцијални, финансијски и поморски центар Тутуиле.‍:1 Такође је административни главни град Америчке Самое. То је локација фоноа Америчке Самое (законодавство) и наведена је у Уставу Америчке Самое као званично седиште владе на територији.
У Фагатогу се налази лука Паго Паго, аутобуска станица, пијаца, као и ко-катедрала Светог Јосифа римокатоличке бискупије Самоа-Паго Паго. Гувернерова колонијална вила саграђена је 1903. године, у време поморске управе. Изграђен је и Музеј Џин П. Хејдон из 1917, стари затвор (изграђен 1911. године) и полицијска станица. Архитектура обухвата како зграде од 19. века, тако и новије, двоспратне, монотоне бетонске конструкције. Непосредно поред пијаце Фагатого налази се тржни центар Фагатого Сквер, малопродајни и комерцијални центар од 1.100 м2, који садржи велики број великих продавница и ресторана.
Гостионица Седи Томпсон, која је добила име по лику из филма Киша (1921), такође је у Фагатогу (Малалоа). Ово је место где је боравио енглески писац В. Сомерсет Мом током своје посете Паго Пагу у децембру 1916. године.

## Географија
Град се налази на острву Тутуила, у луци Паго Паго. Клима ових простора је субекваторијална са доста кише и уједначеним температурама током целе године.

## Становништво
Насеље је имало 1.737 становника према америчком попису из 2010. године, што је мање у односу на 2.096 колико је забележено на америчком попису из 2000. године. Око 85% становника села било је млађе од 50 година.
| Група             | 2000. | 2010. |
| Белци             |       |       |
| Афроамериканци    |       |       |
| Азијати           |       |       |
| Хиспаноамериканци |       |       |
| Укупно            |       |       |

У граду Фагатого према попису из 2009. године живи 3.000 становника. Према Уставу Америчке Самое ово је званично главни град острва, и у њему се налазе законодавна и судска власт. Према попису становништва у САД из 2000. године, 81,6% Фагатоговог становништва припадало је хавајској раси или раси других пацифичких острва. 12,5% су били Азијати, док су 3,6% били белци. Од 2020. године, Фагатого има хиспано становништво које је веће од остатка острва.

## Галерија
- Споменик туни
- Поглед на луку
- Врховни суд